# Pilatus PC-8 Twin Potter
Pilatus PC-8 Twin Potter – szwajcarski samolot wielozadaniowy opracowany jako rozwiniecie Pilatus PC-6.

## Historia
Firma Pilatus po dziesięciu latach produkcji Pilatus PC-6 zdecydowała się na modernizację tej sprawdzonej i popularnej konstrukcji. Konstruktorzy starali się zachować jak największą kompatybilność z poprzednikiem. Modyfikacji poddano tylko te elementy, które miały służyć przebudowie samolotu na wersję dwusilnikową. Prototyp został oblatany 28 listopada 1967 r. przez Rolfa Böhma. Maszyna, po dokonaniu szeregu poprawek, wykazała się zadowalającymi właściwościami lotnymi. Jednakże, przy zachowaniu charakterystyk krótkiego startu i lądowania poprzednika, nie dawała możliwości przetransportowania większego ładunku użytecznego. W 1968 r. PC-8 został zaprezentowany na pokazach ILA w Hanowerze. Nie zdecydowano się na dalszy rozwój tej konstrukcji, gdyż nie stanowiła znaczącego postępu. Projekt porzucono w styczniu 1969 r., jedyny istniejący egzemplarz maszyny został skasowany.

## Konstrukcja
Dwusilnikowy samolot wielozadaniowy w układzie zastrzałowego górnopłatu. Kadłub o przekroju prostokątnym, wyposażony w drzwi po obu stronach. Dostęp do kabiny załogi zapewniają oddzielne drzwi. Kabina pasażerska mieści 9 foteli, po ich usunięciu powstawała obszerna ładownia. Skrzydło o profilu NACA_64 514, konstrukcji jednodźwigarowej, pokrycie pracujące. Podparte pojedynczym zastrzałem, na krawędzi spływu wyposażone w dwuszczelinowe klapy i jednoszczelinowe lotki.  W płacie były zamontowane zbiorniki paliwa o pojemności 400 litrów. Podwozie stałe, trójpunktowe z kółkiem ogonowym. Napęd stanowiły dwa silniki Lycoming IO-540GBs napędzające trójłopatowe śmigła Hartzell o średnicy 2 m.